# Saison 6 d'Une nounou d'enfer
Cet article présente le guide de la sixième saison de la série télévisée Une nounou d'enfer.

## Distribution
- Sont crédités du statut d'acteurs principaux pour cette saison :
  - Fran Drescher : Fran Fine
  - Charles Shaughnessy : Maxwell Sheffield
  - Daniel Davis : Niles
  - Lauren Lane : C.C. Babcock
  - Nicholle Tom : Maggie Sheffield
  - Benjamin Salisbury : Brighton Sheffield
  - Madeline Zima : Grace Sheffield
  - Renee Taylor : Sylvia Fine
  - Ann Morgan Guilbert : Grandma Yetta
  - Rachel Chagall : Val Toriello
- Des acteurs invités se joignent à la distribution de chaque épisode, de manière plus ou moins récurrente.

## Épisodes

### Épisode 1:De joyeux naufragés
- Titre original : The Honeymoon's Overboard
- Scénariste : Frank Lombardi
- Réalisateur : Peter Marc Jacobson
- Diffusions :
  -  États-Unis :
  -  France :
- Distribution :
- Résumé :

Après être tombés du bateau au début de leur lune de miel, Fran et Maxwell survivent tant bien que mal sur une île déserte, tandis que la famille s’inquiète après avoir appris la nouvelle de leur disparition.

### Épisode 2:Chute théâtrale
- Titre original : Fran Gets Shushed
- Scénariste : Caryn Lucas
- Réalisateur : Peter Marc Jacobson
- Diffusions :
  -  États-Unis :
  -  France :
- Distribution :
- Résumé :

Maxwell se plaint de la voix de Fran surtout lors de leurs ébats; ils réussissent tout de même à se réconcilier, et ils décident de se rendre ensemble à un dîner d'affaires suivi d'une soirée tranquille.

### Épisode 3:Épouse et nounou
- Titre original : Once a Secretary, Always a Secretary
- Scénariste : Allen J. Zipper
- Réalisateur : Peter Marc Jacobson
- Diffusions :
  -  États-Unis :
  -  France :
- Distribution :
- Résumé :

Fran est agacée du fait que Maxwell la considère toujours comme sa gouvernante et non comme sa femme; elle pense régler le problème en engageant une nouvelle gouvernante et en devenant une femme du monde.

### Épisode 4:Les Enfants de Fran
- Titre original : Sara's Parents
- Scénariste : Jayne Hamil
- Réalisateur : Peter Marc Jacobson
- Diffusions :
  -  États-Unis :
  -  France :
- Distribution :
- Résumé :

Les parents de la première femme de Maxwell viennent lui rendre visite, ils viennent juste d'apprendre que Maxwell s'est remarié. Ceux-ci prennent rapidement Fran en grippe, alors qu'elle doit bientôt officiellement adopter les enfants. Ils veulent essayer de bloquer la procédure.

### Épisode 5:Le Grand Amour de Maggie
- Titre original : Maggie's Boyfriend
- Scénariste : Rick Shaw
- Réalisateur : Peter Marc Jacobson
- Diffusions :
  -  États-Unis :
  -  France :
- Distribution : Andrew Levitas
- Résumé :

Maggie présente son nouveau petit ami à sa famille, mais lorsqu'elle annonce qu'elle envisage d'aller vivre avec lui dans son appartement, son père refuse net.

### Épisode 6:Les Symptômes de l'amour
- Titre original : I'm Pregnant - Part 1
- Scénariste : Ivan Menchell
- Réalisateur : Peter Marc Jacobson
- Diffusions :
  -  États-Unis :
  -  France :
- Distribution :
- Résumé :

Fran et Maxwell surprennent Maggie au lit avec son compagnon; Maxwell est très choqué de le découvrir, surtout quand Maggie pense être enceinte.

### Épisode 7:Un bébé en question
- Titre original : Mom's the Word - Part 2
- Scénariste : Suzanne Myers et Cody Farley
- Réalisateur : Peter Marc Jacobson
- Diffusions :
  -  États-Unis :
  -  France :
- Distribution : Chad Everett
- Résumé :

Après avoir appris qu'elle était enceinte, Fran hésite à le dire à Maxwell, surtout après qu'il lui a dit qu'il ne voulait pas d'autres enfants.

### Épisode 8:Youpi! C'est Whoopi!
- Titre original : Making Whoopi - Part 3
- Scénariste : Suzanne Gangursky
- Réalisateur : Peter Marc Jacobson
- Diffusions :
  -  États-Unis :
  -  France :
- Distribution : Whoopi Goldberg
- Résumé :

Fran, après avoir appris qu'en fait elle n'était pas enceinte, cherche à tout prix à avoir un enfant avec Maxwell, mais toutes leurs tentatives sont des échecs.

### Épisode 9:Y a-t-il un président pour skier?
- Titre original : Oh, Say, Can You Ski?
- Scénariste : Jay Amernick et Dan Amernick
- Réalisateur : Peter Marc Jacobson
- Diffusions :
  -  États-Unis :
  -  France :
- Distribution : Chris Elliott
- Résumé :

La famille se rend en vacances dans une station de ski pour participer à un diner de gala avec Bill Clinton, le président des États-Unis, avec toujours l'idée d'avoir un bébé.

### Épisode 10:La Nuit miraculeuse de Hanouka
- Titre original : The Hanukkah Story
- Scénariste : Ivan Menchell
- Réalisateur : Peter Marc Jacobson
- Diffusions :
  -  États-Unis :
  -  France :
- Distribution : Ray Charles
- Résumé :

Le premier jour d'Hanoucca, Fran espère pouvoir passer pour la première fois cette fête en famille, mais à son grand désespoir Maxwell part pour Boston avec Grace et C.C. Babcock.

### Épisode 11:Devine qui vient s'installer chez nous
- Titre original : The In-Law Who Came Forever
- Scénariste : Michael Scalisi, Rick Shaw et Danny Passman
- Réalisateur : Peter Marc Jacobson
- Diffusions :
  -  États-Unis :
  -  France :
- Distribution :
- Résumé :

Pour se venger de ne pas avoir été invitée au mariage de Fran, Tante Freida a racheté l'immeuble où vivent Sylvia et Morty, ceux-ci viennent s'installer chez Maxwell et Fran.

### Épisode 12:Chèque, échec et mat
- Titre original : The Fran in the Mirror
- Scénariste : Jayne Hamil
- Réalisateur : Jennifer Reed
- Diffusions :
  -  États-Unis :
  -  France :
- Distribution :
- Résumé :

Maxwell apprend la visite de son vieil ami Rodney, celui-ci investisseur demande à Maxwell d'investir une forte somme d'argent, celui-ci s'absentant, Fran signe un chèque à Rodney. Mais il s'avère que celui-ci est ruiné.

### Épisode 13:Une mère très «classe»
- Titre original : The Yummy Mummy
- Scénariste : Suzanne Myers et Cody Farley
- Réalisateur : Peter Marc Jacobson
- Diffusions :
  -  États-Unis :
  -  France :
- Distribution :
- Résumé :

Fran accompagne Brighton dans ses visites pour trouver une université, lorsqu'ils sont à Harvard, Brighton a une altercation avec des étudiants. Refusant de dire à Fran la raison de cette dispute, elle croit que les gens se sont moqués d'elle parce qu'elle ne serait pas assez intelligente.

### Épisode 14:Le Rêve californien
- Titre original : California Here We Come - Part 1
- Scénariste : Suzanne Gangursky
- Réalisateur : Peter Marc Jacobson
- Diffusions :
  -  États-Unis :
  -  France :
- Distribution : Donna Douglas
- Résumé :

Maxwell veut vendre les droits d'une de ses pièces pour en faire un film à Hollywood, la famille devra donc déménager à Los Angeles. Fran appréhende le fait de l'annoncer à sa mère, car cela voudrait dire qu'elle habiterait loin d'elle, mais étrangement Sylvia le prend très bien.

### Épisode 15:Mariage en péril
- Titre original : Ma'ternal Affairs - Part 2
- Scénariste : Frank Lombardi
- Réalisateur : Peter Marc Jacobson
- Diffusions :
  -  États-Unis :
  -  France :
- Distribution : Steve Lawrence
- Résumé :

Fran rend visite au médecin qu'elle soupçonne d'être l'amant de sa mère, celle-ci a en effet l'impression de ne plus compter pour son mari. Fran veut donc convaincre son père d'essayer de reconquérir le cœur de sa femme.
- Notes :
  - C'est dans cet épisode qu'on voit, pour la première fois, le visage du père de Fran, Morty.
  - Peter Marc Jacobson — le mari de Fran Drescher — fait une apparition dans cet épisode (l'homme qui sort des toilettes devant Fran).

### Épisode 16:Au nom de l'amour
- Titre original : The Producers - Part 1
- Scénariste : Rick Shaw
- Réalisateur : Peter Marc Jacobson
- Diffusions :
  -  États-Unis :
  -  France :
- Distribution :
- Résumé :

Niles avoue à Fran qu'il est amoureux de C.C. Babcock, mais avant de lui annoncer, il voudrait obtenir une meilleure situation sociale. Pour cela il veut produire une pièce d'un de ses amis, mais pour le faire il usurpe avec Fran l'identité de la société de production de C.C. et Maxwell, mais ils sont mis à l'amende pour plusieurs infractions.

### Épisode 17:C. C. face à son destin
- Titre original : The Dummy Twins - Part 2
- Scénariste : Ivan Menchell
- Réalisateur :
- Diffusions :
  -  États-Unis :
  -  France :
- Distribution :
- Résumé :

Niles a suivi le conseil de Fran et a demandé C.C. Babcock en mariage mais il est abasourdi quand cette dernière refuse. Fran essaie d'arranger les choses entre eux car Niles est déprimé. En ce qui concerne la naissance des jumeaux, le médecin leur suggère de s'entraîner avec des poupées.

### Épisode 18:Lettres ou pas lettres?
- Titre original : Yetta's Letters - Part 3
- Scénariste : Jay Amernick et Dan Amernick
- Réalisateur : Peter Marc Jacobson
- Diffusions :
  -  États-Unis :
  -  France :
- Distribution :
- Résumé :

Fran et Maxwell découvrent que Niles et C.C. Babcock ont passé la nuit ensemble. Mais Maxwell a d'autres problèmes en tête: il a réservé un théâtre mais la pièce qu'il avait prévue ne pourra pas y être jouée et il doit en trouver une de remplacement. C'est alors que Sylvia retrouve de vieilles lettres de Grand-mère Yetta montrant qu'elle était amoureuse d'un serveur sur le bateau qui l'amenait aux États-Unis; Fran voudrait en faire une comédie musicale.

### Épisode 19:Union express
- Titre original : Maggie's Wedding
- Scénariste : Jayne Hamil
- Réalisateur : Fran Drescher
- Diffusions :
  -  États-Unis :
  -  France :
- Distribution :
- Résumé :

Mickaël, le compagnon de Maggie la demande en mariage, si Fran se montre très enthousiaste, Maxwell, lui, refuse net. Il se laisse malgré tout convaincre, mais Fran reçoit un choc : le cousin de Mickaël a épousé il y a quelque temps Barbra Streisand (dont elle est fan) et celle-ci doit venir.
- - Erreur : dans cet épisode Fran se comporte comme si elle n'avait jamais rencontré Barbra Streisand, alors qu'elle est censée l'avoir déjà rencontrée dans les épisodes précédents et même être allée chez elle.

### Épisode 20:Vision et division
- Titre original : The Baby Shower
- Scénariste : Robert Sternin
- Réalisateur : Peter Marc Jacobson
- Diffusions :
  -  États-Unis :
  -  France :
- Distribution :
- Résumé :

Alors que Fran est sujette à des changements d'humeur, Brighton lui annonce qu'il ne veut plus aller à Harvard. Pour pouvoir faire accepter la nouvelle à Maxwell, Fran se rend dans un salon de beauté avec Val, là-bas une employée lit l'avenir de Fran: son mari va la tromper avec « une divine blonde ». Fran s'inquiète, surtout quand la révélation faite à Val se réalise.
- Commentaires :
  - Dans cet épisode, Fran Fine (jouée par Fran Drescher) rencontre l'actrice Fran Drescher dans un hôtel, et celle-ci fait des révélations sur la fin de la saison sous couvert de raconter une autre série au personnage de Fran.

### Épisode 21:Tout est bien qui finit bien -1rePartie
- Titre original : The Finale - Part 1
- Scénariste : Caryn Lucas
- Réalisateur : Peter Marc Jacobson
- Diffusions :
  -  États-Unis :
  -  France :
- Distribution :
- Résumé :

Fran s'inquiète du poids qu'elle prend à la suite de sa grossesse ; pendant ce temps, elle doit organiser le déménagement en Californie, ainsi que la fête pour leur première année de mariage. Durant cette fête, Niles demande C.C. en mariage une nouvelle fois...

### Épisode 22:Tout est bien qui finit bien -2ePartie
- Titre original : The Finale - Part 2
- Scénariste : Caryn Lucas
- Réalisateur : Peter Marc Jacobson
- Diffusions :
  -  États-Unis :
  -  France :
- Distribution :
- Résumé :

Fran est sur le point d'accoucher, tandis C.C. a accepté d'épouser Niles ; sauf qu'effectuer un accouchement entourée par une envahissante famille et avec un mariage dans la même salle, ce n'est guère évident.
À la fin de l'épisode, après l'accouchement de Fran et le mariage de Niles et C.C., on apprend que celle-ci est enceinte à son tour.
- Commentaires :
  - À la fin de l'épisode, Fran Drescher, ainsi que tous les acteurs principaux d’Une nounou d'enfer, interviennent pour remercier le public pour les avoir suivis durant les six années de la production.